# Vadym Jevtusjenko
Vadym Jevtusjenko (ukrainska: Вади́м Анато́лійович Євтуше́нко), född 1 januari 1958 i Pjatyhatky (då i Ukrainska SSR i Sovjetunionen), är en före detta sovjetisk/ukrainsk fotbollsspelare och senare tränare.

## Karriär
Som spelare var Jevtusjenko anfallsspelare till 1986 och var därefter verksam på mittfältet. Jevtusjenko var verksam i Sovjetunionens främsta lag, Dynamo Kiev, mellan 1980 och 1987. För denna klubbs räkning vann Jevtusjenko bland annat Cupvinnarcupen 1986 efter finalseger över spanska Atletico Madrid, Jevtusjenko svarade för ett mål och ett målpass i finalmatchen, och fyra ligatitlar. I Mexiko-VM 1986 representerade Jevtusjenko Sovjetunionen och spelade tre matcher (mot Kanada, Ungern och Belgien). År 1989 flyttade Jevtusjenko till Sverige där han representerade AIK i Allsvenskan 1989 - 1993. Den allsvenska debuten skedde på Ruddalens IP den 20 maj 1989 mot Västra Frölunda, Jevtusjenko gjorde AIK:s ledningsmål och AIK vann slutligen matchen med 5-0. Höjdpunkten hos AIK upplevde Jevtusjenko säsongen 1992 då AIK blev svenska mästare. I AIK-tröjan blev det sammantaget 122 matcher (Allsvenskan och Mästerskapsserien) och 30 mål för Jevtusjenkos del. Jevtusjenko spelade sedan i Sirius i Division I Norra säsongerna 1994 - 1995.
Efter den aktiva karriären har Jevtusjenko sedan varit aktiv som ledare i bland annat Hammarby (assisterande tränare 1997-1999) och Valsta Syrianska (huvudtränare, 2001-2008). Mellan 2008 och 2009 var Jevtusjenko assisterande förbundskapten för Ukraina.
Jevtusjenkos söner, Vjatjeslav och Vadim Jr. spelade båda i Valsta Syrianska i Division I Norra säsongen 2008.

## Meriter
- Landskamper: 12, för Sovjetunionen
- Sovjetisk ligamästare: 1980, 1981, 1985 och 1986 med Dynamo Kiev samt 1988 med Dnepropetrovsk
- Sovjetisk cupmästare: 1981, 1982 och 1985, med Dynamo Kiev
- Cupvinnarcupmästare: 1986, med Dynamo Kiev
- Svensk mästare: 1992, med AIK